# Achilixius muajati
Achilixius muajati är en insektsart som beskrevs av  1989. Achilixius muajati ingår i släktet Achilixius och familjen Achilixiidae. Inga underarter finns listade i Catalogue of Life.